# أندرونيكى دراكو
أندرونيكي دراكو (مواليد 1965)، والمعروفة أيضًا باسم نينا دراكو، هي طبيبة يونانية تنحدر من مدينة كوموتيني اليونانية متخصصة في جراحة العظام. وهي حاليًا مديرة عيادة جراحة العظام في مستشفى لايكو العام.

## التعليم
تخرجت دراكو من كلية الطب بجامعة أرسطو في ثيسالونيكي في عام 1991. وهي حاصلة أيضًا على ماجستير في الفلسفة من جامعة شيفيلد (2008) ودبلوم دراسات عليا في مبادئ تقويم الركبة بمساعدة الحاسوب من جامعة غلاسكو (2011).

## الفروق
تشتهر نينا دراكو بريادتها في العمليات المعقدة في جراحة العظام. في عام 2018 قادت فريقًا من جراحي العظام في تطبيق مسمار نخاعي سحب الدشبذ داخل النخاع والتي يتم تنشيطها بواسطة مجال كهرومغناطيسي خارجي على مريض شاب مصاب بالودانة. أجريت العملية فيلايكو جنرال وكانت الأولى من نوعها في مستشفى يوناني عام. في نفس المستشفى، أجرت في عام 2020 أول عملية جراحية باستخدام المحاكاة بمساعدة الكمبيوتر والطباعة ثلاثية الأبعاد لإعادة بناء عظم الفخذ المشوه لمريض يعاني من مرض نادر في العظام. تم تطوير العملية الجراحية من قبل فريق من الباحثين والمهندسين وجراحي العظام من جامعة بالغريست (زيورخ) وفريق تقويم العظام منلايكو جنرال تحت إشراف دراكو.
تشمل اهتماماتها البحثية إعادة بناء الأطراف عن طريق تكوّن العظام، والصدمات المعقدة، والتهابات العظام، وأمراض الهيكل العظمي النادرة بالإضافة إلى تقويم مفاصل الورك والركبة بمساعدة الكمبيوتر وجراحة طفيفة التوغل، بينما قدمت أعمالها في الندوات والمؤتمرات الطبية ذات الصلة.